# Europamästerskapen i friidrott 2010

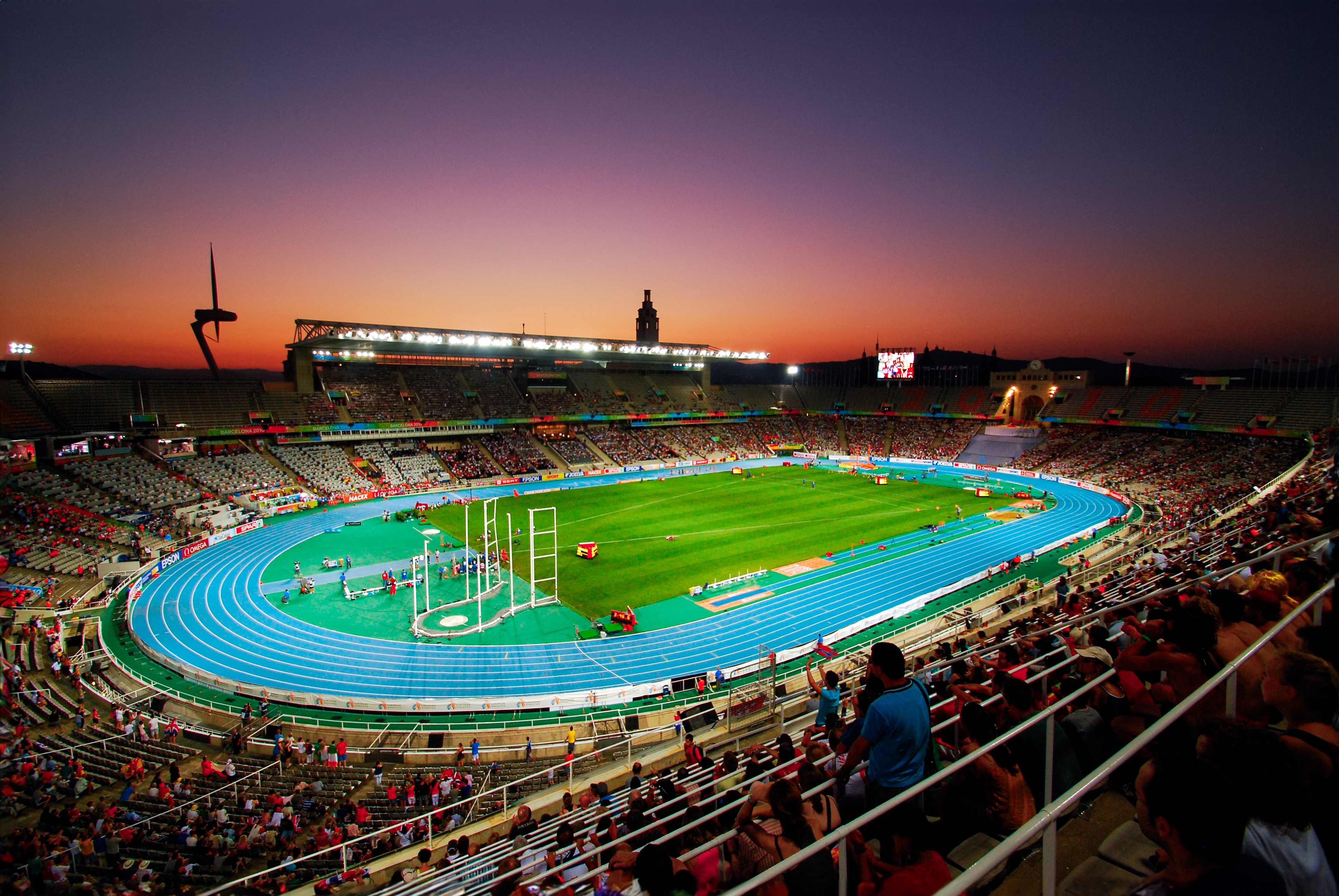
2010 års EM-arena, Estadi Olímpic Lluís Companys. under Europamästerskapen.

Europamästerskapen i friidrott 2010 var de 20:e Europamästerskapen i friidrott och anordnades i Barcelona, Spanien, 27 juli–1 augusti 2010. Det var det första Europamästerskapet med tävlingsdagar i juli, och det som arrangerats tidigast på året, näst efter det allra första Europamästerskapen i friidrott, 1934. Värdort valdes den 29 april 2006.

## Resultat
Mästerskapens två stora profiler blev fransmannen Christophe Lemaître som vann tre guld, på 100 meter, 200 meter och i den korta stafetten. Två individuella guld vann även britten Mo Farah på 5 000 meter och 10 000 meter. 
Inga världs- eller europarekord noterades vid spelen. Däremot slogs sju mästerskapsrekord och ett tangerades. På herrsidan slogs två historiska rekord. I längdhoppet slog tysken Christian Reif, Robert Emmiyans 24 år gamla mästerskapsrekord från EM i Stuttgart 1986. Vidare slog Mahiedine Mehkissi-Bennabad på 3 000 meter hinder ett tjugo år gammalt mästerskapsrekord som italienaren Francesco Panetta tidigare hade. Dessutom slogs på herrsidan mästerskapsrekordet i diskus.
På damsidan slogs Marina Stepanovas rekord på 400 meter häck som stått sig sedan EM 1986 då ryskan Natalia Antjuch gjorde sitt livs lopp. Dessutom slogs mästerskapsrekorden i diskus, sjukamp och på 3 000 meter hinder. Vidare tangerade Blanka Vlašić mästerskapsrekordet i höjdhopp. 

### Förkortningar
- WR = Världsrekord
- ER = Europarekord
- CR = Mästerskapsrekord
- NR = Nationsrekord
- WL = Världsårsbästa
- EL = Europaårsbästa
- PB = Personbästa
- SB = Personligt årsbästa

### Herrar

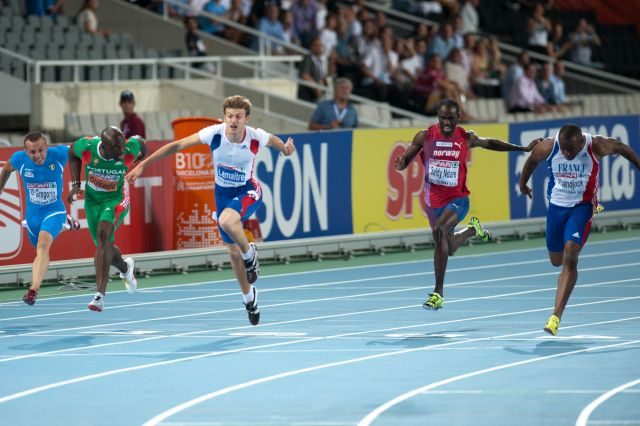
Finalen av herrarnas 100 meter, som vanns av Christophe Lemaitre, Frankrike.

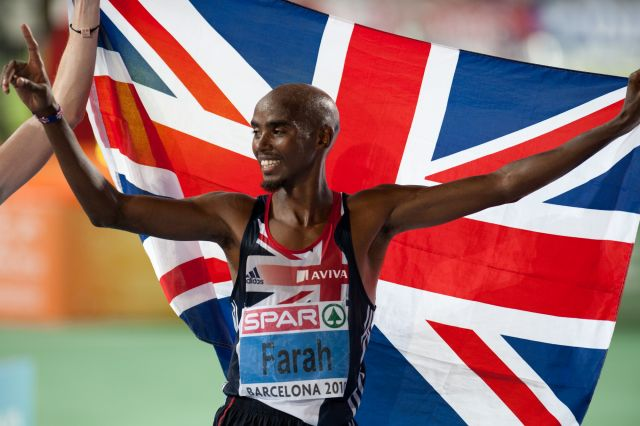
Mo Farah, Storbritannien, vinnare av herrarnas 5000 och 10 000 meter.

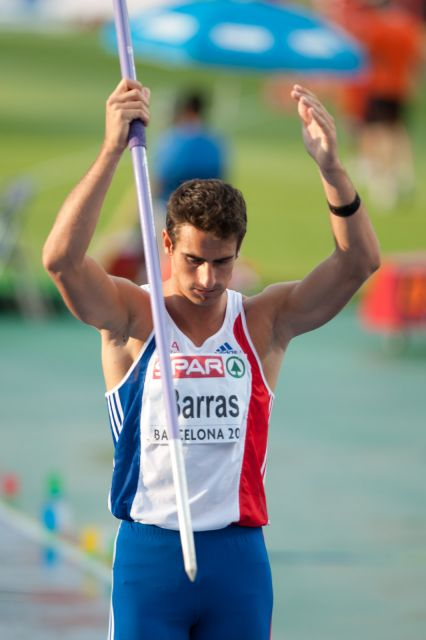
Romain Barras, Frankrike, vinnare av Tiokampen.

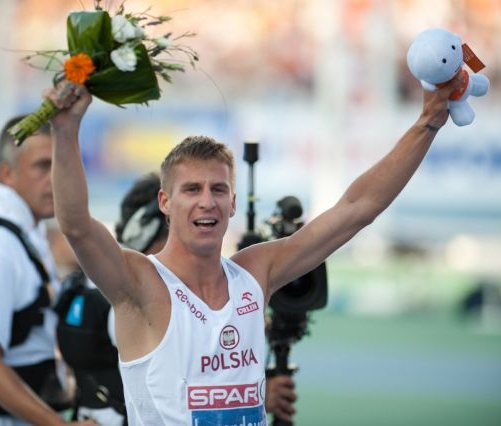
Marcin Lewandowski, Polen, vinnare av herrarnas 800 meter.

| Gren                 | Guld                                                                                    | Guld          | Silver                                                                        | Silver     | Brons                                                                       | Brons      |
| 100 meter            | Christophe Lemaître Frankrike                                                           | 10,13         | Mark Lewis-Francis Storbritannien                                             | 10,18      | Martial Mbandjock Frankrike                                                 | 10,18      |
| 200 meter            | Christophe Lemaître Frankrike                                                           | 20,37         | Christian Malcolm Storbritannien                                              | 20,38 SB   | Martial Mbandjock Frankrike                                                 | 20,42      |
| 400 meter            | Kevin Borlée Belgien                                                                    | 45,08 SB      | Michael Bingham Storbritannien                                                | 45,23      | Martyn Rooney Storbritannien                                                | 45,23      |
| 800 meter            | Marcin Lewandowski Polen                                                                | 1.47,07       | Micheal Rimmer Storbritannien                                                 | 1.47,17    | Adam Kszczot Polen                                                          | 1.47,22    |
| 1 500 meter          | Arturo Casado Spanien                                                                   | 3.42,74       | Carsten Schlangen Tyskland                                                    | 3.43,52    | Manuel Olmedo Spanien                                                       | 3.43,54    |
| 5 000 meter          | Mo Farah Storbritannien                                                                 | 13.31,18      | Jesús España Spanien                                                          | 13.33,12   | Hayle Ibrahimov Azerbajdzjan                                                | 13.34,15   |
| 10 000 meter         | Mo Farah Storbritannien                                                                 | 28.24,99      | Chris Thompson Storbritannien                                                 | 28.27,33   | Daniele Meucci Italien                                                      | 28.27,33   |
| 110 meter häck       | Andy Turner Storbritannien                                                              | 13,28 SB      | Garfield Darien Frankrike                                                     | 13,34 PB   | Dániel Kiss Ungern                                                          | 13,39      |
| 400 meter häck       | David Greene Storbritannien                                                             | 48,12 EL      | Rhys Williams Storbritannien                                                  | 48,96 PB   | Stanislav Melnykov Ukraina                                                  | 49,09 PB   |
| 3 000 meter hinder † | Mahiedine Mehkissi-Bennabad Frankrike                                                   | 8.07,88 CR    | Boubadellah Tahri Frankrike                                                   | 8.09,28    | Ion Luchianov Moldavien                                                     | 8.19,64    |
| Maraton              | Viktor Röthlin Schweiz                                                                  | 2:15.31       | José Manuel Martínez Spanien                                                  | 2:17.50    | Dmitrij Safronov Ryssland                                                   | 2:18.16    |
| 4 x 100 meter        | Frankrike: Jimmy Vicaut Christophe Lemaitre Pierre-Alexis Pessonneaux Martial Mbandjock | 38,11 WL      | Italien: Roberto Donati Simone Collio Emanuele di Gregorio Maurizio Checcucci | 38,17      | Tyskland: Tobias Unger Marius Broening Alexander Kosenkow Martin Keller     | 38,44      |
| 4 x 400 meter        | Ryssland: Maksim Dyldin Alexej Aksenov Vladimir Krasnov Pavel Trenichin                 | 3.02,14       | Storbritannien: Conrad Williams Michael Bingham Martyn Rooney Robert Tobin    | 3.02,25    | Belgien: Arnaud Destatte Kevin Borlée Cédric van Branteghem Jonathan Borlée | 3.02,60    |
| 20 km gång           | Stanislav Emeljanov Ryssland                                                            | 1:20.10       | Alex Schwazer Italien                                                         | 1:20.38    | João Vieira Portugal                                                        | 1:20.49    |
| 50 km gång           | Yohan Diniz Frankrike                                                                   | 3:40.37 SB    | Grzegorz Sudoł Polen                                                          | 3:42.24 PB | Sergey Bakulin Ryssland                                                     | 3:43.26 PB |
| Längdhopp            | Christian Reif Tyskland                                                                 | 8,47 WL/CR/PB | Kafétien Gomis Frankrike                                                      | 8,24 PB    | Chris Tomlinson Storbritannien                                              | 8,23 SB    |
| Tresteg              | Phillips Idowu Storbritannien                                                           | 17,81 PB      | Marian Oprea Rumänien                                                         | 17,51      | Teddy Tamgho Frankrike                                                      | 17,45      |
| Höjdhopp             | Aleksandr Schustov Ryssland                                                             | 2,33          | Ivan Uchov Ryssland                                                           | 2,31       | Martyn Bernard Storbritannien                                               | 2,29       |
| Stavhopp             | Renaud Lavillenie Frankrike                                                             | 5,85          | Maksim Mazuryk Ukraina                                                        | 5,80 SB    | Przemyslaw Czerwinksi Polen                                                 | 5,75 SB    |
| Kulstötning          | Andrej Michnevitj Belarus                                                               | 21,01         | Tomasz Majewski Polen                                                         | 21,00      | Ralf Bartels Tyskland                                                       | 20,93      |
| Diskuskastning       | Piotr Małachowski Polen                                                                 | 68,87 CR      | Robert Harting Tyskland                                                       | 68,47      | Róbert Fazekas Ungern                                                       | 66,43 SB   |
| Spjutkastning        | Andreas Thorkildsen Norge                                                               | 88,37         | Matthias De Zordo Tyskland                                                    | 87,81 PB   | Tero Pitkämäki Finland                                                      | 86,67      |
| Släggkastning        | Libor Charfreitag Slovenien                                                             | 80,02         | Nicola Vizzoni Italien                                                        | 79,12      | Krisztián Pars Ungern                                                       | 79,06      |
| Tiokamp              | Romain Barras Frankrike                                                                 | 8 453         | Eelco Sintnicolaas Nederländerna                                              | 8 436      | Andrei Krautjanka Belarus                                                   | 8 370      |

† = José Luis Blanco slutade på tredje plats i loppet (8.19,15) och blev senare dopingavstängd.

### Damer

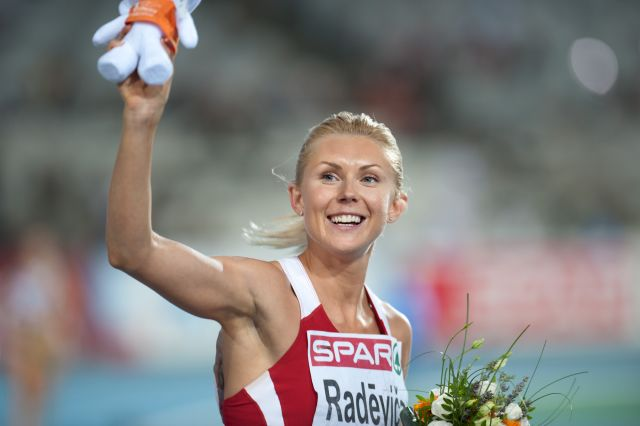
Ineta Radeviča, Lettland, vinnare av damernas längdhopp.

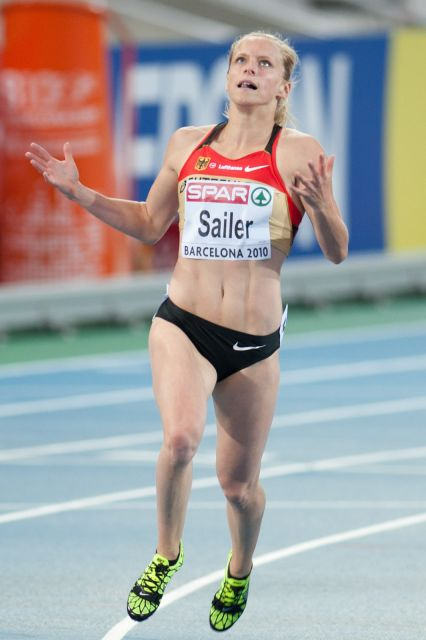
Verena Sailer, Tyskland, vinnare av damernas 100 meter.

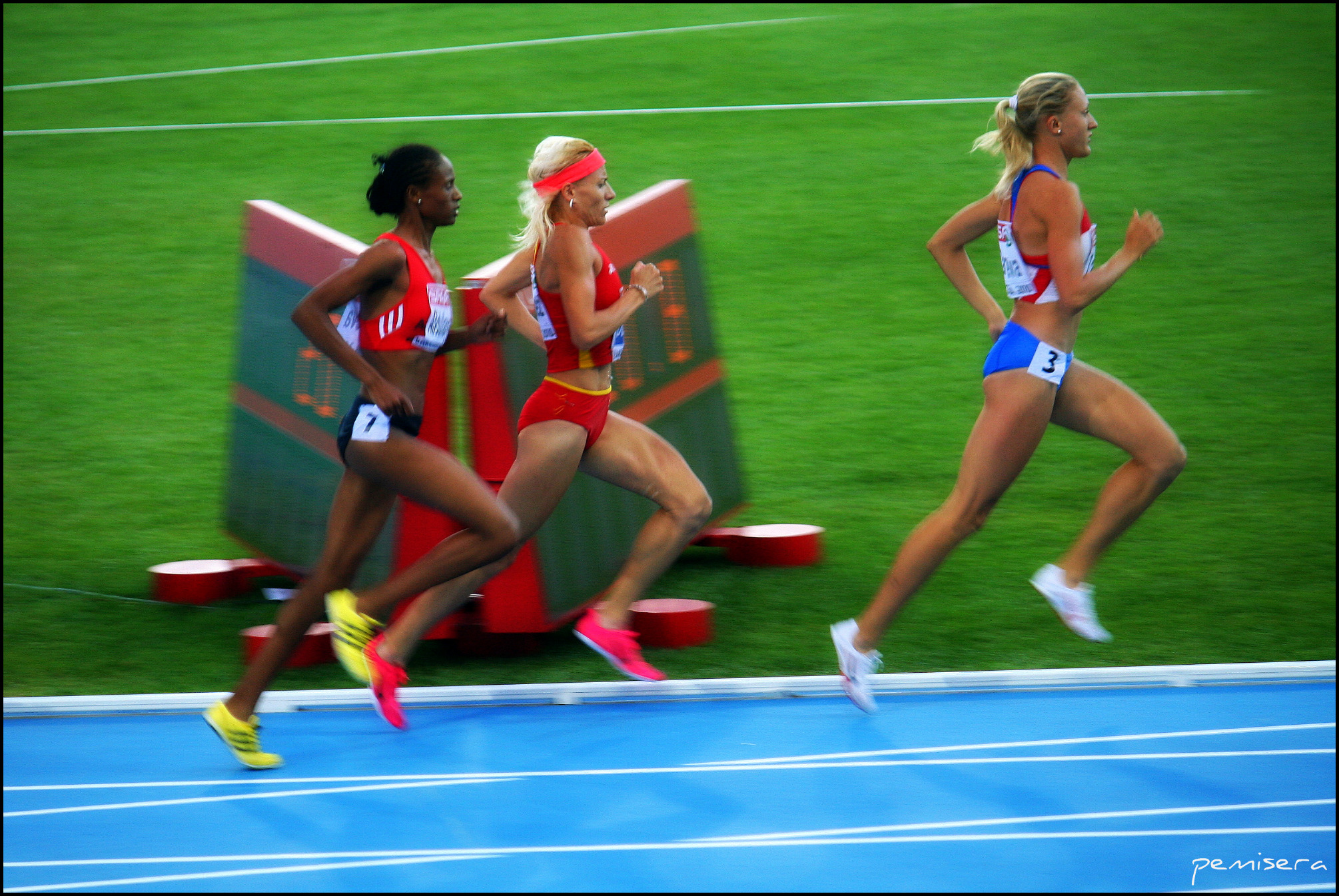
Julija Zarudneva
(längst till höger), Ryssland, vinnare av damernas 3000 meter hinder.

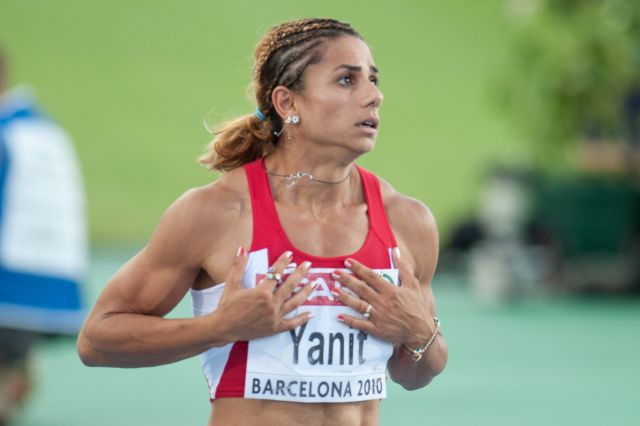
Nevin Yanit, Turkiet, vinnare av 100 meter häck.

| Gren               | Guld                                                                                    | Guld           | Silver                                                                          | Silver      | Brons                                                                           | Brons      |
| 100 meter          | Verena Sailer Tyskland                                                                  | 11,10 PB       | Véronique Mang Frankrike                                                        | 11,11 PB    | Myriam Soumaré Frankrike                                                        | 11,18 PB   |
| 200 meter          | Myriam Soumaré Frankrike                                                                | 22,31 EL, PB   | Jelyzaveta Bryzhina Ukraina                                                     | 22,44 PB    | Aleksandra Fedoriva Ryssland                                                    | 22,44      |
| 400 meter          | Tatiana Firova Ryssland                                                                 | 49,89 PB       | Ksenija Ustalova Ryssland                                                       | 49,92 PB    | Antonina Krivosjapka Ryssland                                                   | 50,10 SB   |
| 800 meter          | Marija Savinova Ryssland                                                                | 1.58,22        | Yvonne Hak Nederländerna                                                        | 1.58,85 PB  | Jennifer Meadows Storbritannien                                                 | 1.59,39    |
| 1 500 meter        | Nuria Fernández Spanien                                                                 | 4.00,20 PB     | Hind Dehiba Frankrike                                                           | 4.01,17     | Natalia Rodríguez Spanien                                                       | 4.01,30 SB |
| 5 000 meter †      | Elvan Abeylegesse Turkiet                                                               | 14.54,44       | Sara Moreira Portugal                                                           | 14.54,71 PB | Jéssica Augusto Portugal                                                        | 14.58.47   |
| 10 000 meter       | Elvan Abeylegesse Turkiet                                                               | 31.10,23 SB    | Inga Abitova Ryssland                                                           | 31.22,83 SB | Jéssica Augusto Portugal                                                        | 31.25,77   |
| 100 meter häck     | Nevin Yanit Turkiet                                                                     | 12,63 NR       | Derval O'Rourke Irland                                                          | 12,63 NR    | Carolin Nytra Tyskland                                                          | 12,68      |
| 400 meter häck     | Natalia Antjuch Ryssland                                                                | 52,92 CR, PB   | Vanja Stambolova Bulgarien                                                      | 53,82 NR    | Perri Shakes-Drayton Storbritannien                                             | 54,18 PB   |
| 3 000 meter hinder | Julija Zarudneva Ryssland                                                               | 9.17,57 CR     | Marta Domínguez Spanien                                                         | 9.17,74     | Ljubov Charlamova Ryssland                                                      | 9.29,82 SB |
| Maraton †          | Anna Incerti Italien                                                                    | 2:32.48 SB     | Tetiana Filonjuk Ukraina                                                        | 2:33.57     | Isabellah Andersson Sverige                                                     | 2:34.43    |
| 4 x 100 meter      | Ukraina: Olesia Povch Natalija Pogrebnjak Marija Rjemjen Jelyzaveta Bryzhina            | 42,29 WL       | Frankrike: Myriam Soumaré Véronique Mang Lina Jacques-Sébastien Christine Arron | 42,45       | Polen: Marika Popowicz Daria Korczynska Marta Jeschke Weronika Wedler           | 42,68      |
| 4 x 400 meter      | Ryssland: Tatiana Firova Anastasija Kapatjinskaja Antonina Krivosjapka Ksenija Ustalova | 3.21,26 WL     | Tyskland: Janin Lindenberg Esther Cremer Fabienne Kohlmann Claudia Hoffmann     | 3.24,07     | Storbritannien: Nicola Sanders Marilyn Okoro Perri Shakes-Drayton Lee McConnell | 3.24,32    |
| 20 km gång         | Olga Kaniskina Ryssland                                                                 | 1:27.44        | Anisia Kirdjapkina Ryssland                                                     | 1:28.55     | Vera Sokolova Ryssland                                                          | 1:29.32    |
| Längdhopp          | Ineta Radēviča Lettland                                                                 | 6,92 NR        | Naide Gomes Portugal                                                            | 6,92 SB     | Olga Kutjerenko Ryssland                                                        | 6,84       |
| Tresteg            | Olha Saladucha Ukraina                                                                  | 14,81 EL       | Simona La Mantia Italien                                                        | 14,56 SB    | Svetlana Bolsjakova Belgien                                                     | 14,55 NR   |
| Höjdhopp           | Blanka Vlašić Kroatien                                                                  | 2,03 =CR       | Emma Green Sverige                                                              | 2,01PB      | Ariane Friedrich Tyskland                                                       | 2,01       |
| Stavhopp           | Svetlana Feofanova Ryssland                                                             | 4,75           | Silke Spiegelburg Tyskland                                                      | 4,65        | Lisa Ryzih Tyskland                                                             | 4,65 PB    |
| Kulstötning        | Nadzeja Ostaptjuk Belarus                                                               | 20,48          | Natalia Michnevitj Belarus                                                      | 19,53       | Anna Avdejeva Ryssland                                                          | 19,39      |
| Diskuskastning     | Sandra Perković Kroatien                                                                | 64,67          | Nicoleta Grasu Rumänien                                                         | 63,48       | Joanna Wiśniewska Polen                                                         | 62,37 SB   |
| Spjutkastning      | Linda Stahl Tyskland                                                                    | 66,81 PB       | Christina Obergföll Tyskland                                                    | 65,58       | Barbora Špotáková Tjeckien                                                      | 65,36      |
| Släggkastning      | Betty Heidler Tyskland                                                                  | 76,38 SB       | Tatjana Lysenko Ryssland                                                        | 75,65       | Anita Włodarczyk Polen                                                          | 73,56      |
| Sjukamp            | Jessica Ennis Storbritannien                                                            | 6 823 CR EL PB | Natalja Dobrynska Ukraina                                                       | 6 778 PB    | Jennifer Oeser Tyskland                                                         | 6 683 PB   |

† = Alemitu Bekele slutade på första plats (14.52,20) i löpning 5 000 meter men blev senare diskvalificerad. Živilė Balčiūnaitė och Nailja Julamanova slutade på första (2.31,14) resp. andra plats (2.32,15) i maratonloppet och båda blev senare dopingavstängda.

## Deltagande nationer
| - Albanien (2) - Andorra (6) - Armenien (3) - Österrike (15) - Azerbajdzjan (5) - Belarus (42) - Belgien (32) - Bosnien och Hercegovina (2) - Bulgarien (17) - Kroatien (12) - Cypern (10) - Tjeckien (41) - Danmark (15) - Estland (17) - Finland (39) - Frankrike (70) - Georgien (2) | - Tyskland (74) - Gibraltar (1) - Storbritannien (72) - Grekland (33) - Ungern (23) - Island (6) - Irland (30) - Israel (16) - Italien (73) - Lettland (21) - Liechtenstein (1) - Litauen (25) - Luxemburg (1) - Nordmakedonien (2) - Malta (2) - Moldavien (6) - Monaco (1) | - Montenegro (2) - Nederländerna (36) - Norge (38) - Polen (71) - Portugal (42) - Rumänien (33) - Ryssland (105) - San Marino (2) - Serbien (11) - Slovakien (19) - Slovenien (33) - Spanien (88) - Sverige (41) - Schweiz (22) - Turkiet (21) - Ukraina (62) |

Inom parentes: Antal aktiva

## Medaljfördelning

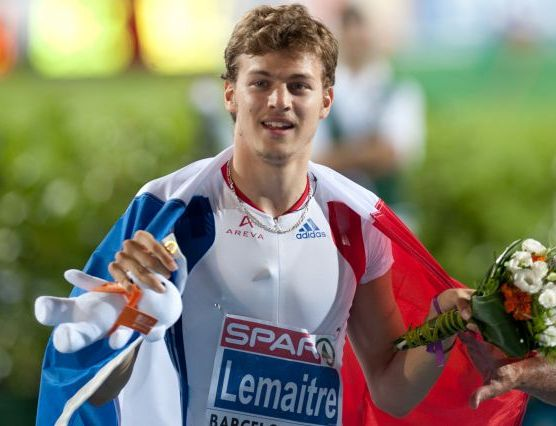
Christophe Lemaître, som vann tre av Frankrikes åtta guldmedaljer.

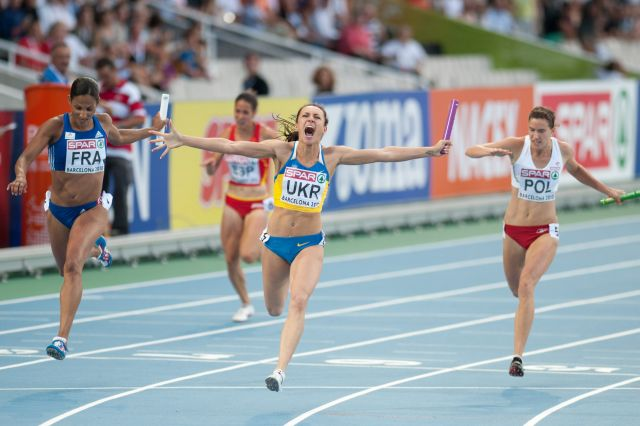
Jelizaveta Bryzjina leder det ukrainska stafettlaget (4 x 100 meter) till guldet.

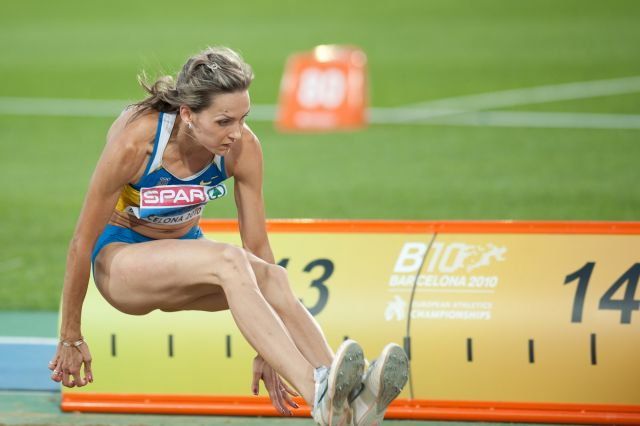
Olha Saladucha tog en av Ukrainas två guldmedaljer då hon vann damernas tresteg.

Värdnation 
| Pl. | Nation         | Guld | Silver | Brons | Totalt |
| --- | -------------- | ---- | ------ | ----- | ------ |
| 1   | Ryssland       | 10   | 5      | 8     | 23     |
| 2   | Frankrike      | 8    | 6      | 4     | 18     |
| 3   | Storbritannien | 6    | 7      | 6     | 19     |
| 4   | Tyskland       | 4    | 6      | 6     | 16     |
| 5   | Turkiet        | 3    | 1      | 0     | 4      |
| 6   | Ukraina        | 2    | 4      | 1     | 7      |
| 6   | Spanien        | 2    | 3      | 2     | 7      |
| 8   | Polen          | 2    | 2      | 5     | 9      |
| 9   | Belarus        | 2    | 1      | 1     | 4      |
| 10  | Kroatien       | 2    | 0      | 0     | 2      |
| 11  | Italien        | 1    | 4      | 1     | 6      |
| 12  | Belgien        | 1    | 0      | 2     | 3      |
| 13  | Lettland       | 1    | 0      | 0     | 1      |
| 13  | Norge          | 1    | 0      | 0     | 1      |
| 13  | Slovakien      | 1    | 0      | 0     | 1      |
| 13  | Schweiz        | 1    | 0      | 0     | 1      |
| 17  | Nederländerna  | 0    | 2      | 0     | 2      |
| 17  | Rumänien       | 0    | 2      | 0     | 2      |
| 19  | Portugal       | 0    | 1      | 3     | 4      |
| 20  | Sverige        | 0    | 1      | 1     | 2      |
| 21  | Bulgarien      | 0    | 1      | 0     | 1      |
| 21  | Irland         | 0    | 1      | 0     | 1      |
| 23  | Ungern         | 0    | 0      | 3     | 3      |
| 24  | Azerbajdzjan   | 0    | 0      | 1     | 1      |
| 24  | Tjeckien       | 0    | 0      | 1     | 1      |
| 24  | Finland        | 0    | 0      | 1     | 1      |
|     | Totalt         | 47   | 47     | 47    | 141    |